# Дочери, которые платят
«Дочери, которые платят» («Дочери, которые за всё расплачиваются сами», англ. Daughters Who Pay) — немой американский драматический фильм 1925 года режиссёра Джорджа Тервиллигера о русской танцовщице — двойном агенте; остросюжетная мелодрама с Маргерит Де Ла Мотт, Джоном Бауэрсом, Дж. Барни Шерри и Белой Лугоши в главных ролях. Критики писали об «адекватной игре актёров» и «острых ощущениях», которые можно получить от просмотра, в то же время отмечали неправдоподобие и запутанность сюжета.
Название фильма объясняется во вступительных титрах: если в древние времена удары судьбы, которые обрушивались на семью, принимал на себя сын, то сейчас бремя борьбы за семейное благополучие всё чаще ложится на плечи женщин; и героиня этой истории — одна из тех девушек, которым за всё приходится расплачиваться самим.

## Сюжет

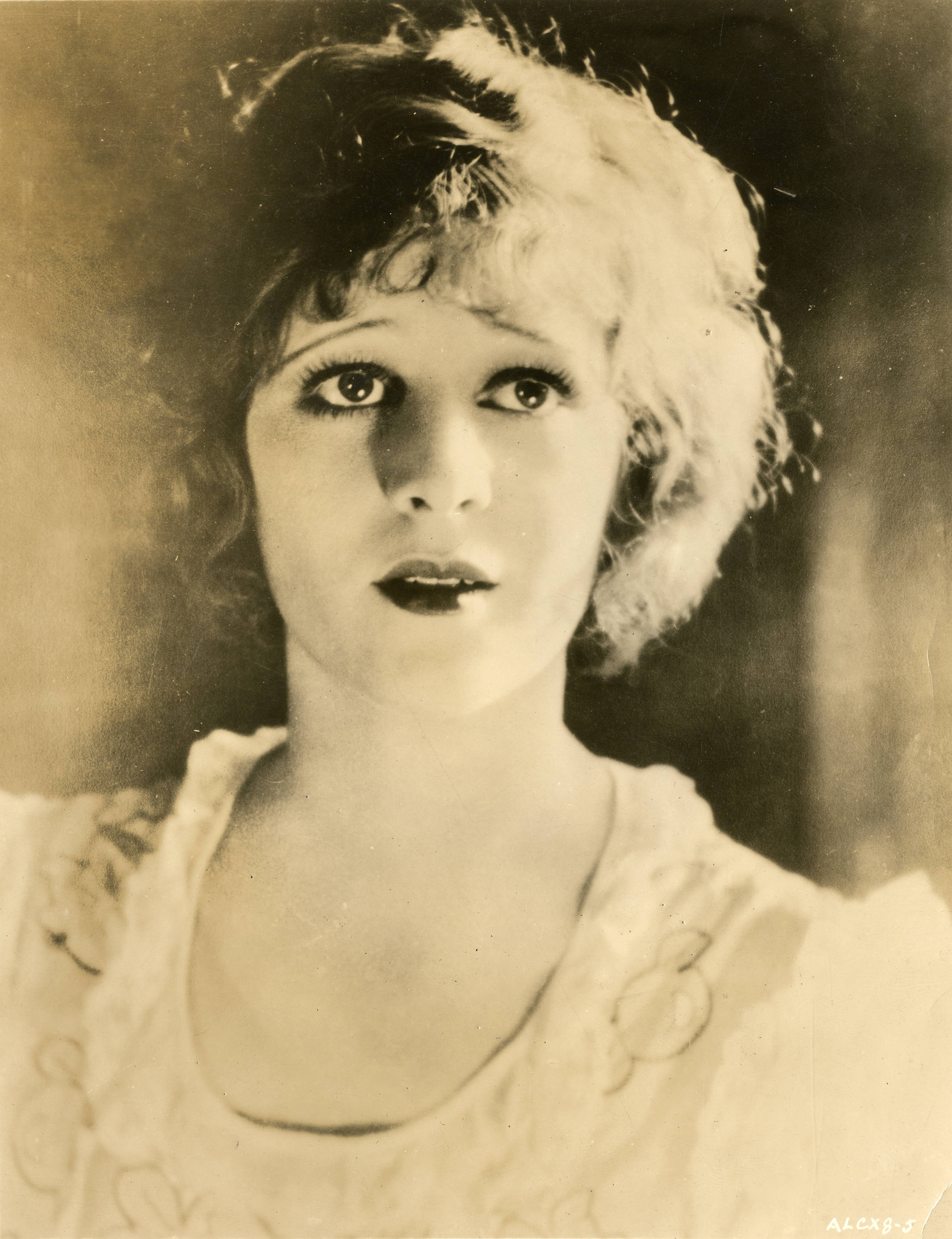
Маргерит Де Ла Мотт, фотография 1923 года

Соня Борисофф (Маргерит Де Ла Мотт) — «сенсация Бродвея», русская танцовщица в клубе «Рояль». На самом же деле она — сотрудница американской спецслужбы, внедрённая в русскую шпионскую группировку, возглавляемую Сержем Ромонским (Бела Лугоши), который намеревается использовать советскую пропаганду и свою «зловещую силу», чтобы подорвать веру Америки в собственное правительство. Ромонский влюблен в Соню, но она предпочла ему американца Дика Фостера (Джон Бауэрс), сына богача Фостера-старшего (Дж. Барни Шерри). Отец Дика не одобряет их роман.
Параллельная сюжетная линия рассказывает о кроткой женщине по имени Маргарет Смит (в роли — та же Маргерит Де Ла Мотт), чей брат присвоил деньги Фостера-старшего (он вложил их в акции, однако «рынок пошёл против него») и теперь из-за этого посажен в тюрьму. Маргарет приходит к Фостеру и просит его проявить снисхождение к её брату, однако Фостер ей отказывает.
Вскоре Фостера навещает Соня и предлагает ему сделку: она разорвёт свой роман с его сыном в том случае, если с брата Маргарет будут сняты обвинения; Фостер соглашается. Соня крутит любовь с Ромонским в присутствии толпы красных русских, когда появляется Дик; он возмущён увиденным и тут же уходит. Сразу после этого Соня оскорбляет Ромонского.
Вскоре русские пытаются убить Соню, но её успевают спасти сотрудники спецслужб; члены русской шпионской группировки арестованы. Ромонский сбегает и, поняв, что Соня является двойным агентом, заманивает её в сельский дом, чтобы убить. Дик приезжает как раз вовремя, чтобы спасти Соню и застрелить Ромонского, после чего узнаёт правду, о которой уже догадался его отец: Соня и Маргарет — одна и та же женщина. Выясняется, откуда Соня знает русский язык и так хорошо танцует: оказывается, её отец долгие годы был американским консулом в России и она здесь занималась балетом. В конце фильма Соня и Дик женятся.

## В ролях
| Актёр               | Роль                          |
| ------------------- | ----------------------------- |
| Маргерит Де Ла Мотт | Соня Борисофф / Маргарет Смит |
| Джон Бауэрс         | Дик Фостер                    |
| Дж. Барни Шерри     | Генри Фостер                  |
| Джозеф Стрикер      | Ларри Смит                    |
| Бела Лугоши         | Серж Ромонский                |
| Мари Шефер          | тетя Мэри                     |

## Производство
Изначально студия Banner Productions планировала начать съёмки фильма «Дочери, которые платят» в сентябре 1924 года, при этом в качестве основного кандидата на пост режиссёра рассматривался Бертон Л. Кинг. Компания рассчитывала, что этот проект станет четвёртым в их «большой четвёрке» полнометражных фильмов, и с самого начала планировала распространять его на основе прав штатов (системе, при которой владелец авторских прав продаёт фильм кинотеатрам на местном или территориальном уровне) уже в январе 1925 года. Самуэль Дж. Брискин и Джордж Х. Дэвис, два руководителя режиссёрского отдела компании Banner, в ноябре 1924 года ненадолго изменили название фильма на «Леди ночи» (англ. The Lady of the Night) из-за того, что другая компания выпускала фильм с названием, похожим на «Дочери, которые платят». Но уже в следующем месяце Banner вернулась к изначальному названию, когда выяснилось, что Metro-Goldwyn-Mayer выпускает фильм под названием «Леди ночи» (он вышел в прокат в 1925 году).

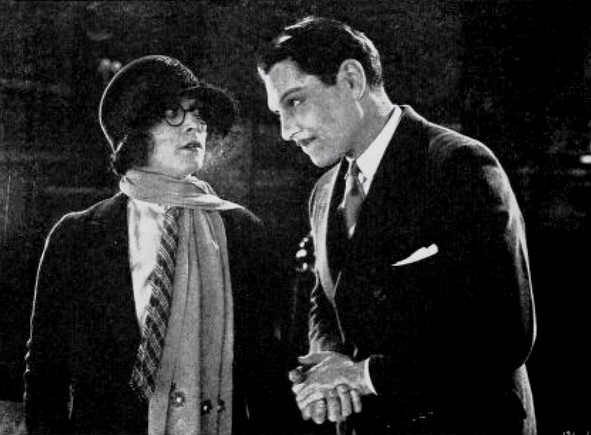
Маргерит Де Ла Мотт (в роли Маргарет) и Джон Бауэрс (Дик). Кадр из фильма

К ноябрю 1924 года студия окончательно определилась с режиссёром: им стал Джордж Тервиллигер (род. 1882), у которого был богатый опыт съёмок (его фильмография восходила по меньшей мере к 1910 году).
Фильм был запущен в производство 22 декабря 1924 года на студии Уитмана Беннета в Йонкерсе, Нью-Йорк. Производство, по всей видимости, ненадолго задержалось из-за того, что звёзды Джон Бауэрс и Маргерит Де Ла Мотт прибыли с Западного побережья позже, чем ожидалось. Одними из самых заметных ролей Де Ла Мотт на тот момент были роли в фильмах «Знак Зорро» (1920) с Дугласом Фэрбенксом и «Тени» (1922) с Лоном Чейни. А Бауэрс, вероятнее всего, на тот момент был наиболее известен по роли в фильме «Лорна Дун» (1922) с Мэдж Беллами. Также в фильме снимался ветеран немого кино Дж. Барни Шерри, который известен по таким фильмам, как «Лесные вампиры» (1914), «Дьявол» (1915) и «Иди и получи это» (1920).

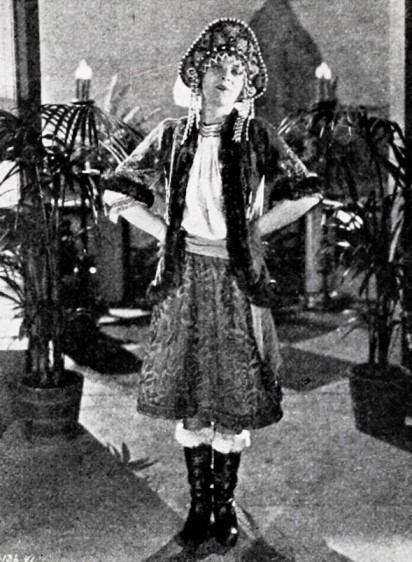
Маргерит Де Ла Мотт (в роли Сони Борисофф). Кадр из фильма

В конце февраля 1925 года журнал Moving Picture World сообщил, что съёмки фильма «Дочери, которые платят», а также другого фильма Banner Productions, «Скорость» (1925), завершены и оба фильма находятся на стадии пост-продакшна. Фильм вышел на экраны 6 марта 1925 года — по меньшей мере на месяц позже, чем изначально планировалось.
В настоящее время копия фильма хранится в Музее Джорджа Истмена в Рочестере (штат Нью-Йорк, США).

## Критика
Критик из журнала Exhibitors Herald написал, что фильм выделяется «стремительным действием в последних сценах». В целом же отзывы о фильме были не столь восторженными. Критик из Moving Picture World выделил «захватывающий сюжет» и «адекватную игру актёров», но написал, что фильм, похоже, ориентирован на не слишком искушённых зрителей, которым важны колоритные персонажи и стремительное действие, а не правдоподобие. В Exhibitor’s Trade Review отметили очень высокое качество съёмки и «острые ощущения», которые можно получить от просмотра, однако признали, что сюжет настолько запутан, что разобраться в нём непросто, а название «имеет мало общего с ходом событий». В журнале Film Daily тоже было написано об излишней сложности сюжета; кроме того, было отмечено отсутствие плавности в переходах от эпизода к эпизоду. Рецензенты почти ничего не писали про Лугоши, хотя, вероятно, именно его имело в виду издание Variety, отмечая в фильме «пару русских тяжеловесов, которые ничего особенного не добились».
Биографы Белы Лугоши Гэри Д. Родс и Билл Каффенбергер пишут, что сюжетная линия фильма выглядит весьма надуманной, а те, кто считает фильм неправильно названным, правы, в то же время, по их мнению, в фильме есть немало достоинств — к ним можно отнести и декорации, и натурные съёмки на снегу, и хорошую игру Маргерит Де Ла Мотт. Интересны, как они считают, совместные сцены Сони (Де Ла Мотт) и Ромонского (Лагуши): его стремление одновременно доминировать над ней и ухаживать за ней придают им дополнительное напряжение; особенно запоминающейся, по их мнению, является сцена, в которой Ромонский вытягивает игральную карту, чтобы решить, кто именно из его сообщников должен будет убить его возлюбленную…